# Bounguel
Bounguel est une localité du Cameroun située dans l'arrondissement de Bogo, le département du Diamaré et la région de l’Extrême-Nord.

## Population
En 1975, la localité comptait 49 habitants, 30 Peuls et 19 Mousgoum.
Lors du recensement de 2005, on y a dénombré 154 personnes, dont 71 hommes et 83 femmes.